# Timpanosclerosi
Per timpanosclerosi si intende un'entità patologica caratterizzata da fenomeni sclero-cicatriziali a carico della membrana timpanica e della catena ossiculare. Tale fenomeno può presentarsi a membrana timpanica integra o perforata; in quest'ultimo caso è conseguenza di una perforazione timpanica semplice o di processi flogistici a carico dell'orecchio (otite media cronica purulenta).

## Epidemiologia
Essendo un reliquato delle diverse tipi di otite, la forma con membrana timpanica perforata è relativamente frequente. Molto meno frequente è invece la forma con assenza di perforazione timpanica.

## Eziologia e patogenesi
La timpanosclerosi consegue solitamente a processi flogistici cronici a carico dell'orecchio medio o a patologie traumatiche; tale patologia deve essere inquadrata come cronica, in quanto non ha tendenza a guarigione spontanea.

## Anatomia patologica
I pregressi processi infiammatori innescano la produzione di fattore trofici in grado di muovere un'intensa risposta sclero-cicatriziale che coinvolge le pareti dell'orecchio medio e della membrana timpanica. In questo contesto si realizza la retrazione e l'ispessimento membranale; fenomeni di calcificazione patologica possono comparire nei tessuti sclerotici. Nel caso di timpanosclerosi in assenza di perforazione, l'interessamento sclerotico si realizza a livello dei quadranti antero-posteriore e postero-superiore. L'estensione del processo in profondità può esitare nel coinvolgimento della catena ossiculare, con inglobamento nel tessuto sclerotico o erosione.

## Profilo clinico
Il quadro è dominato da ipoacusia. Il dolore è invece poco frequente; nel caso in cui si presenti, soprattutto se accompagnato da otorrea, può denotare la ripresa del fenomeno flogistico.

## Profilo diagnostico
Nei casi di timpanosclerosi con membrana chiusa, l'esame obiettivo permette di apprezzare, con l'ausilio di un otoscopio, la presenza di aree ispessite e biancastre a livello della membrana timpanica. Nel caso in cui sia presente l'interessamento ossiculare, ma non della membrana, il reperto otoscopico può risultare indifferente. In questi casi, un corretto approccio anamnestico e audiometrico permette di identificare la timpanosclerosi; l'ipoacusia associata è di tipo trasmissivo o misto e comunque di lieve-media entità. Tuttavia, in casi di diagnosi dubbia, risulta necessario eseguire un timpanogramma che permette la distinguere tra timpanosclerosi e otosclerosi; nel primo caso, infatti, il timpanogramma è tipicamente piatto, mentre nel secondo presenta bassi valori di compliance.

## Terapia
La terapia della timpanosclerosi è chirurgica. La timpanoplastica rappresenta l'intervento di elezione, benché i risultati siano ancora poco soddisfacenti e poco prevedibili. L'utilizzo di protesi acustica rimane necessario al fine di correggere l'ipoacusia in casi di fallimento completo o parziale dell'intervento di timpanoplastica.